# Onciale 0109
- Papyrus
- Onciale
- Minuscules
- Lectionnaire

Le Codex 0109, portant le numéro de référence 0109 (Gregory-Aland), ε 52 (Soden), est un manuscrit du Nouveau Testament sur parchemin écrit en écriture grecque onciale.

## Description
Le codex se compose de 2 folios. Il est écrit en une colonne, de 22 lignes par colonne. Les dimensions du manuscrit sont 17 x 15 cm. Les paléographes datent ce manuscrit du VIIe siècle,. 
Contenu
C'est un manuscrit contenant le texte incomplet de l'Évangile selon Jean (16,30-17,9; 18,31-40),. 
Texte
Le texte du codex représenté est de type texte alexandrin. Kurt Aland le classe en Catégorie III. 
Lieu de conservation
Le codex est conservé à la Staatliche Museen zu Berlin (P. 5010) à Berlin.